# Katherine McNamara
Katherine McNamara, född 22 november 1995 i Kansas City, Missouri, är en amerikansk skådespelare och sångerska. Hon är mest känd för rollen som Sonya i The Maze Runner-serien och Clary i Shadowhunters.

## Filmografi
| År   | Titel                                      | Roll           | Noteringar      |
| ---- | ------------------------------------------ | -------------- | --------------- |
| 2007 | The Bride & the Groom                      | Bröllopsgäst   | Kortfilm        |
| 2008 | All Roads Lead Home                        | Fair Goer      | Okrediterad     |
| 2008 | Matchmaker Mary                            | Mary Carver    | Huvudroll       |
| 2009 | Sam Steele and the Junior Detective Agency | Emma Marsh     | Huvudroll       |
| 2010 | The Nuclear Standard                       | Penny          | Kortfilm        |
| 2010 | Get Off My Porch                           | Mary           | Kortfilm        |
| 2011 | Last Will                                  | Bröllopsgäst   | Okrediterad     |
| 2011 | Sam Steele and the Crystal Chalice         | Emma Marsh     |                 |
| 2011 | New Year's Eve                             | Lily Bowman    |                 |
| 2012 | Last Ounce of Courage                      | Caroler        |                 |
| 2012 | Girl vs. Monster                           | Myra Santelli  | TV-film         |
| 2013 | Contest                                    | Sarah O'Malley |                 |
| 2013 | The Surgeon General                        | Lily Sherman   | TV-film         |
| 2013 | Tom Sawyer & Huckleberry Finn              | Becky Thatcher |                 |
| 2014 | Little Savages                             | Tiffany        |                 |
| 2015 | A Sort of Homecoming                       | Rose           | Independentfilm |
| 2015 | Maze Runner: The Scorch Trials             | Sonya          |                 |
| 2018 | Maze Runner: The Death Cure                | Sonya          |                 |

| År        | Titel                             | Roll                   | Noteringar                          |
| --------- | --------------------------------- | ---------------------- | ----------------------------------- |
| 2010      | R.L. Stine's The Haunting Hour    | Jodanna                | Avsnitt: "Worry Dolls"              |
| 2011      | Law & Order: Special Victims Unit | Jasmine                | Avsnitt: "Flight"                   |
| 2011      | 30 Rock                           | Meagan (okrediterad)   | Avsnitt: "TGS Hates Women"          |
| 2011      | Drop Dead Diva                    | Ann Logan              | Avsnitt: "Ah, Men"                  |
| 2012      | Glee                              | Bunhead #1             | Avsnitt: "Makeover"                 |
| 2012      | Sketchy                           | Iris                   | Avsnitt: "This Is 14"               |
| 2012      | Madison High                      | Cherri O'Keefe         | Osåld TV-pilot                      |
| 2012      | Austin & Ally                     | okrediterad            | Avsnitt: "Zaliens & Cloud Watchers" |
| 2012–2013 | Kickin' It                        | Claire                 | 3 avsnitt                           |
| 2013      | Touch                             | Evie Woods             | Avsnitt: "Reunions"                 |
| 2013      | Jessie                            | Bryn Breitbart         | 2 avsnitt                           |
| 2013      | The Thundermans                   | Tara Campbell          | Avsnitt: "Dinner Party"             |
| 2014      | Happyland                         | Harper Munroe          | Huvudroll                           |
| 2014      | CSI: Crime Scene Investigation    | Angela Ward/Tangerine  | Avsnitt: "Long Road Home"           |
| 2014      | Workaholics                       | Haley                  | Avsnitt: "Beer Heist"               |
| 2014      | Transformers: Rescue Bots         | Priscilla Pynch (röst) | 6 avsnitt                           |
| 2014      | Unforgettable                     | Young Carrie Wells     | Avsnitt: "Reunion"                  |
| 2015      | The Fosters                       | Kat                    | 3 avsnitt                           |
| 2016–2019 | Shadowhunters                     | Clary Fray             | Huvudroll                           |